# 미국제 복음주의를 경계하라
《미국제 복음주의를 경계하라》(원제: Made in America?)는 미국의 장로교 목사 마이클 호턴(Michal Horton)이 쓴 미국 복음주의 비평서이다. 주관주의, 감각주의, 물량주의 등의 미국 복음주의의 문제점을 복음주의자의 관점에서 비평하고 있다. 한국어판은 신학 석사인 김재영 씨에 의해 《미국제 복음주의를 경계하라》(1996년, 2001년) 나침반 출판사에서 역간되었다.

## 차례
- 이 책의 저술 동기/ 벌거벗은 임금님 이야기
- 제1장 민주주의의 시녀가 된 하나님
- 제2장 실용주의적 복음주의
- 제3장 소비자 중심주의
- 제4장 구원으로부터 자기 존중으로
- 제5장 감정 중심의 신앙
- 제6장 이교도로의 복귀
- 제7장 각자 자기 소견에 옳은 대로
- 제8장 공동체의 상실
- 역자 후기

## 일부내용 발췌
| “ | 어떤 사람에게 예수를 파는 것은 어떤 사람에게 신발 한 켤레 파는 것과 비슷한 것이 되고 말았다... 예수는 상품이고 죄인은 소비자이며 복음 전도자는 상품 포장과 마케팅 대리인이 되었다. 이런 구도에서는 인간들은 빚진 자라기보다는 오히려 구매자들인 것이다. | ” |

| “ | 이제 기독교는 가난한 자들, 온유한 자들, 절망하고 짓밟힌 자들과 억압받고 고통받는 자들을 위한 종교가 아니라 부유한 자들, 거만한 자들, 성취자들, 세력있는 자들, 성공한 자들 혹은 유명한 사람이 되기를 원하는 자들을 위한 종교가 되었다... 번영의 복음은 미국에서 폭넓은 관중을 확보하였다... 로버트 슐러, 로버트 틸톤, 오랄 로버츠... 많은 전도자들이 이 물질주의적 복음을 장려하고 있다... 복음주의 신앙의 미국화(美國化)가 세력을 확보하게 되었다. 인간 중심주의, 시민 종교, 실용주의, 소비자 중심주의, 자아 도취, 쾌락주의, 물질주의가 모두 하나의 저속하고 마귀적인 마술 종교 안에 혼합된 것이다. | ” |

| “ | 1960년대에는 미국 복음주의의 교회들은 어디에 가 있었는가? 인종 차별과 베트남 전쟁과 제3세계에 대한 착취가 계속될 때, 우리는 무엇을 하고 있었는가? 그 후 1970년대에 워터게이트 사건 때는 우리는 무엇을 하고 있었는가? 그 때 우리는 누구 편에 서 있었는가? 온 세계가 다른 목소리의 예언자의 외침을 듣고자 했을 때 들리는 것은 제도권 이야기의 재판(再版)이 아니었는가? | ” |